# Jaera (Jaera) posthirsuta
Jaera (Jaera) posthirsuta là một loài chân đều trong họ Janiridae. Loài này được Forsman miêu tả khoa học năm 1949.